# Seydiler
Seydiler ist eine Stadt und Hauptort des gleichnamigen Landkreises in der türkischen Provinz Kastamonu in Nordanatolien. Seydiler liegt 25 km nördlich der Provinzhauptstadt Kastamonu auf einer über 1000 m hoch gelegenen Hochebene, die von den Höhenrücken des Gebirgszugs Küre Dağları eingerahmt wird. Die Stadt Seydiler liegt an der Fernstraße D 765 (Kastamonu–İnebolu). In der Stadt beginnt auch die Fernstraße D 759, die nach Cide führt (99 km). Seydiler wurde 1968 zur Belediye (Gemeinde) erhoben
Der Landkreis grenzt im Norden an den Kreis Küre, im Osten an den Kreis Devrekani, im Süden an den zentralen Landkreis (Merkez) Kastamonu, im Südwesten an den Kreis Daday und im Westen an den Kreis Ağlı. Der Kreis wurde 1990 aus dem westlichen Teil des Kreises Devrekani gebildet. Bis dahin war er ein eigener Bucak dort und hatte zur letzten Volkszählung vor der Gebietsänderung (1985) 6019 Einwohnern, wovon 3546 Einw. auf die Belediye/Bucak Merkezi Seydiler entfielen.
Ende 2020 bestand der Kreis neben der Kreisstadt aus 15 Dörfern (Köy) mit durchschnittlich 96 Bewohnern. Das Spektrum der Einwohnerzahlen lag zwischen 178 (Sabuncular) und 50 (Çerçiler). Sechs Dörfer hatten mehr, neun Dörfer weniger als der Durchschnitt Einwohner.
Der Fluss Devrekani Çayı durchfließt den Landkreis und die Stadt in westlicher Richtung. Die Beyler-Talsperre befindet sich 9 km nordöstlich der Kreisstadt am İncesu Deresi, der im Westen von Seydiler in den Devrekani Çayı mündet.